# Alexandre de Médici
Alexandre de Médici, em italiano Alessandro de’ Medici (22 de julho de 1510 – 6 de janeiro de 1537), chamado il Moro (o Mouro), Duque de Penne e também Duque de Florença (a partir de 1532), governou Florença de 1530 até 1537. Apesar de ilegítimo, foi o último membro do ramo senior dos Médici que governou Florença e o primeiro a ser duque hereditário.

## Vida
Nascido em Florença, foi reconhecido como o único filho de Lourenço II de Médici (neto de Lourenço de Médici, il Magnifico), mas hoje muito estudiosos acreditam que era de facto filho ilegítimo de Júlio de Médici (que veio a ser o Papa Clemente VII), sobrinho de Lourenço de Médici, o Magnífico. Historiadores (como Christopher Hibbert) acreditam que ele nascera de uma criada de ascendência africana que trabalhava para os Médici, identificada em documentos como Simonetta da Collevecchio. Diz-se que a sua alcunha (il Moro) derivaria da sua aparência (Hibbert 1999: 236).

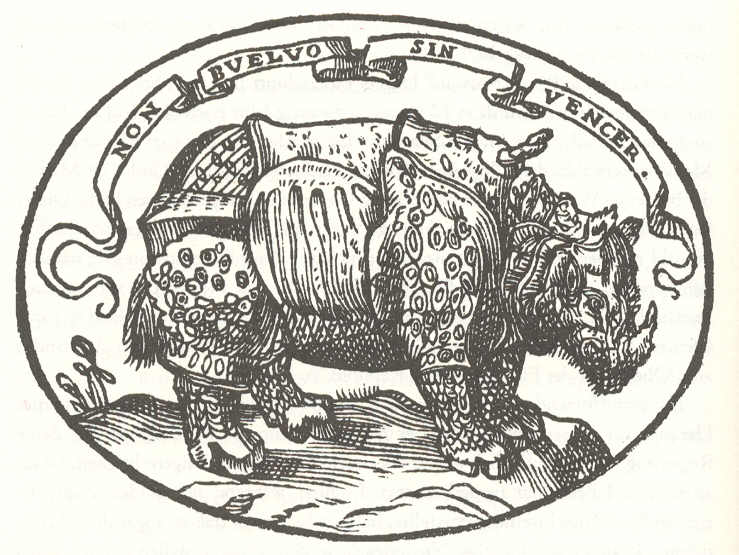
O Emblema de Alexandre de Médici, baseado no Rinoceronte de Dürer, com o lema "Non buelvo sin vencer" (que em Castelhano arcaico significa "Não regressarei sem vencer ").

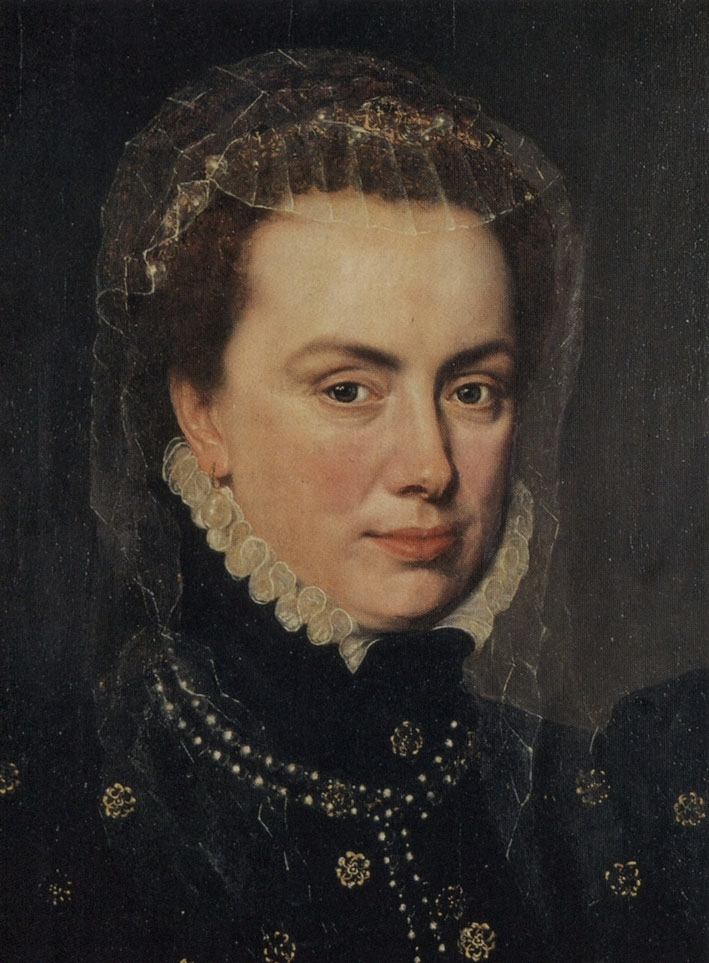
Margarida de Parma

Quando o Imperador Carlos V saqueou Roma em 1527, os Florentinos tiraram vantagem da confusão então vivida em Itália para reinstalar a República; quer Alexandre quer Hipólito fugiram, juntamente com os restantes Médici e os seus principais apoiantes, incluindo o regente Papal, o Cardeal Silvio Passerini, com excepção de Catarina de Médici, então com 18 anos de idade, que foi deixada para trás. Michelangelo, então ocupado em criar uma capela funerária para os Médici, inicialmente encarregou-se de construir fortificações à volta de Florença para apoio da República; posteriormente, abandonou a cidade temporariamente.
O Papa Clemente VII acabou por selar a paz com o Imperador e, com o apoio das tropas imperiais, a República foi subjugada após um cerco longo, e os Médici foram restaurados no poder no Verão de 1530. Clemente VII atribuiu Florença a Alexandre, então com 19 anos de idade, que fora feito duque, título adquirido a Carlos V. Alexandre entrou em Florença em 5 de julho de 1531 para dar início ao seu governo e, nove meses depois, foi feito duque hereditário de Florença (uma vez que a Toscana ficava fora dos Estados Pontifícios), assinalando assim o fim da República (Hibbert ,1999, Páginas 250–252; e Schevill, 1936, páginas 482 e 513–514).
Os seus muitos inimigos entre os exilados declararam que o seu governo foi severo, depravado e incompetente, avaliação que tem vindo a ser debatida pelos historiadores. Uma relíquia do seu governo por vezes apontada como símbolo da opressão dos Médici é a massiva fortaleza, conhecida por Fortezza da Basso, hoje o maior monumento histórico de Florença. Em 1535 a oposição florentina enviou o seu primo Hipólito para apelar a Carlos V contra algumas acções do Duque, mas Hipólito morreu no percurso; de imediato espalharam-se rumores de que fora envenenado por ordem de Alexandre (Hibbert, 1999, página 254). Numa resposta posterior de tipo medieval, em que se baseavam as relações entre Papa e Imperador, Comuna e Senhor, o Imperador apoiou Alexandre contra os republicanos. Em 1536, casou a sua filha natural, Margarida de Parma (também conhecida por Margarida da Áustria) com Alexandre. No entanto, Alexandre parece ter ficado fiel a uma das suas amantes, Taddea Malaspina, que concebeu os seus únicos filhos Júlio de Médici e Júlia de Médici (ambos com descendência).

## Morte

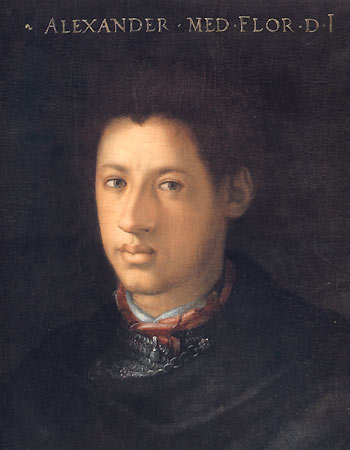
Retrato de Alexandre de Médici no Uffizi, cuja tês mais escura valeu-lhe o cognome de o mouro.

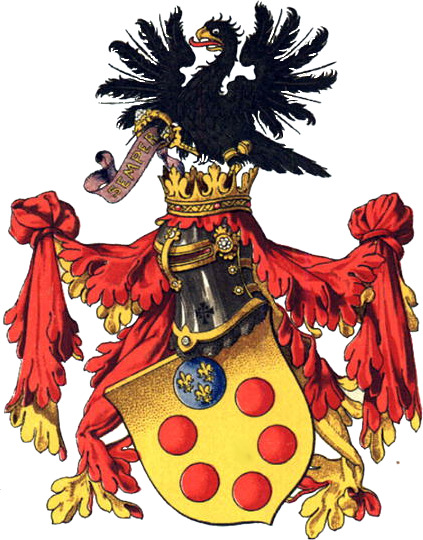
Brasão de armas dos Médici

Quatro anos após, o seu primo distante Lorenzino de Médici, apelidado de Lorenzaccio ("o mau Lourenço"), assassinou-o (este acontecimento é o tema para a peça "Lorenzaccio", de Alfred de Musset). Lorenzino montou uma cilada a Alexandre, com o pretexto de um encontro sexual com a irmã de Lorenzino, Laudomia, uma bela viúva.
Temendo o início de uma revolta caso o seu assassinato fosse conhecido, os representantes dos Médici embrulharam o corpo de Alexandre numa tapete e, secretamente, levaram-no para o cemitério de San Lorenzo, onde foi apressadamente sepultado. Na cidade espanhola de Valladolid, onde a corte de Carlos V estava estabelecida, foi celebrado um funeral solene.
Lorenzino, numa declaração publicada mais tarde, disse que matara Alexandre em defesa da república. Quando a facção anti-Médici falhou a tomada do poder, Lorenzino fugiu para Veneza, onde foi morto em 1548. Os apoiantes dos Médici (chamados Palleschi por causa das bolas no brasão dos Médici) asseguraram que o poder passaria para Cosme I de Médici, o primeiro do ramo mais novo dos Médici a governar Florença.

## Casamento e descendência
Em 18 de janeiro de 1536 Alexandre casou em Nápoles com a filha natural (depois legitimada) do Imperador Carlos V, Margarida de Parma, mas deste breve matrimónio não houve descendência.
A Alexandre sobreviveram dois filhos naturais (atrás referidos) que teve com Taddea Malaspina, filha do marquês de Massa, António Alberico II Malaspina e irmã da marquesa Ricarda Malaspina:
- Júlio (Giulio di Alessandro de' Medici) (1532?–1600) — filho natural, legitimado após a morte do pai; teria 4 anos quando o pai morreu e casou com Lucrécia Gaetani. com descendência ilegítima;
- Júlia (Giulia Romola de' Medici) (1535–1588) — filha natural, que casou em primeiras núpcias com Francesco Cantelmo, Conde de Alvito e Duque de Popoli e, em segundas, com Bernadetto de Médici, seu primo, príncipe de Ottaiano.

Alexandre teve ainda uma terceira filha natural de mãe incógnita:
- Porzia (Porzia de' Medici) (1538–1565) — freira.

## Ligações Externas
- Alessandro de Medici PBS página online discutindo a sua ascendência e herdeiros Nota: este artigo é conhecido por conter pelo menos um erro elementar, envolvendo as bem conhecidas tombas Médici). Actualização em A View on Race and the Art World.
- Africans in Medieval & Renaissance Art: Duke Alessandro de' Medici - Victoria and Albert Museum Victoria & Albert Museum - artigo do site discutindo Alexandre de Médici no contexto da representação de africanos na arte medieval e renascentista.